# Miroslav Pressl
Miroslav Pressl (7. ledna 1952 – 9. března 2019) byl český fotbalista, záložník.

## Fotbalová kariéra
V československé lize hrál za Škodu Plzeň. Nastoupil v 15 ligových utkáních a dal 1 ligový gól. Ze Škody Plzeň odešel po polovině sezóny 1976/77 do TJ ČSAD Plzeň, odkud odešel do TJ Dynamo České Budějovice.

## Ligová bilance
| Ročník                                   | Zápasy | Góly | Klub        |
| ---------------------------------------- | ------ | ---- | ----------- |
| 1. československá fotbalová liga 1973/74 | 13     | 1    | Škoda Plzeň |
| 1. československá fotbalová liga 1974/75 | 2      | 0    | Škoda Plzeň |
| CELKEM 1. liga                           | 15     | 1    |             |